# せがた三四郎 真剣遊戯
『せがた三四郎 真剣遊戯』（せがたさんしろう しんけんゆうぎ）は、1998年10月29日にセガ・エンタープライゼス（後のセガ）からセガサターン用に発売された日本のバラエティゲーム。

## 概要
1998年に登場した、セガサターンの宣伝マスコットせがた三四郎に扮した藤岡弘、（旧芸名：藤岡弘）を題材にしたミニゲームを多数収録したバラエティソフト。パッケージの中にせがた三四郎のサインが同梱されているが、「セガタ三四郎」とカタカナになっている。
本作品のクレジットはセガの他にせがた三四郎後援会となっており開発元は明かされていなかったが、のちにエコールソフトウェアが開発したことが判明した。詳細は後述。

## 修行シロ!!
せがた三四郎のCMを題材にした10種類のミニゲームを遊べる。これらはほとんどパーフェクトを取らないとクリアできない。ミニゲームのナレーションは小林清志が担当している。

### 踊りの本質を見せてやる!!
曲に合わせて表示されるボタン操作を記憶し、その通りにボタンを押す。10ラウンド終了後に50点以上でクリア。

### 緊急爆裂!かかってこい!!
地雷原の中でロボットと組み合う。ロボットの行動に合わせて、方向キーとボタンの組み合わせで対応し、ロボットを地雷で吹き飛ばす。10体吹き飛ばすとクリア。

### 受け取れ!これが俺のプレゼント!!
横スクロール（左から右に）。飛行するそりを操作して地形や障害物をかわし、煙突にプレゼントを投げ込む。投入数70以上でゴールするとクリア。

### 困った時は頭を使え!!
頭突きで14枚の瓦割り。ボタンを押して気合いをため（ためすぎてはいけない）、上の危険域ぎりぎりでもう一度ボタンを押し、さらに下の危険域ぎりぎりでもう一度ボタンを押すと瓦を割る。3回挑戦して40枚以上でクリア（つまり必ずノーミスで一回は全部割りし、かつあとの2回も最低13枚割りしなければならない）。

### 秘技!これが竜神力だ!!
せがたがドラゴンに乗って多数出てくる。出てきた総数を答える。10ラウンド全てを正解すればクリア。

### 待ってろ!俺が必ず救う!!
燃え盛る15階建てのビルの中を走るせがた三四郎。操作とジャンプで炎・ガス・落下物・落とし穴を避け、90秒以内にゴールするとクリア。

### 俺はいったい誰なんだ!?
シャッターが開閉する中に色々な変装をしたせがた三四郎の写真がある。60秒以内に、サンプルと同じものを6つ見つけだす。正解でクリア。

### 走るぞ!俺の熱き魂!!
氷上を裸足で滑るせがた三四郎。足のしもやけメーターが危険領域近くになったらボタンを押し、足を切り替える。これを繰り返して加速し、時速99.9km達成でクリア。

### 修行の邪魔はさせん!!
滝の上から、ドラム缶やテレビやPlayStationなどが降ってくる。タイミングを合わせて蹴り返し、16tのゴミ箱をいっぱいにするとクリア。

### 特訓!海も俺の戦場だ!!
海中生物が縦3列にランダムに落ちてくる。ボタンで並べ替えて、タテ・ヨコ・ナナメに3つ以上並ぶと消える。せがた三四郎が窒息する前に、一連の連鎖で15個以上消すとクリア。連鎖をすることで残り時間を伸ばせる。

## せがたの言霊!!
せがた三四郎のラジオCMを聞くことができる。

## せがたの歴史!!
ミニゲームをクリアすると、そのモチーフになったCMムービーを見ることができる。ただし、中にはサターンの時計で1月1日に起動しないと見られないものもある。

## 収録CMムービー
- ソニックR
- シャイニング・フォースIII
- サンタクロース
- ウインターヒート
- ソロクライシス
- バーニングレンジャー
- グレイテストナイン98
- サターンボンバーマンファイト!!
- ザ・ハウス・オブ・ザ・デッド
- ドラゴンフォースII
- DEEP FEAR
- ワールドカップ98フランス
- バッケンローダー
- サクラ大戦2
- NGシーン
- エンディング

## エコールソフトウェア
本作品を開発したのはエコールソフトウェアである。本作品のCD-ROMをパソコンで読み取ると「0000SAN」というファイルがあり、それを開くとテキストの始めにECOLE SOFTWARE CORP.の文字が入っている。
本作品は、セガの次期ハードウェアであるドリームキャストの発売を間近に控え、その前のつなぎ役として企画されたため、非常に短い開発期間がセガから提示された。それを受けたのがエコールであり、同社は予定より4日早い41日で納品した。現在のエコール社webサイトでは、会社概要に開発実績として表示されている。